# Biologia strukturalna

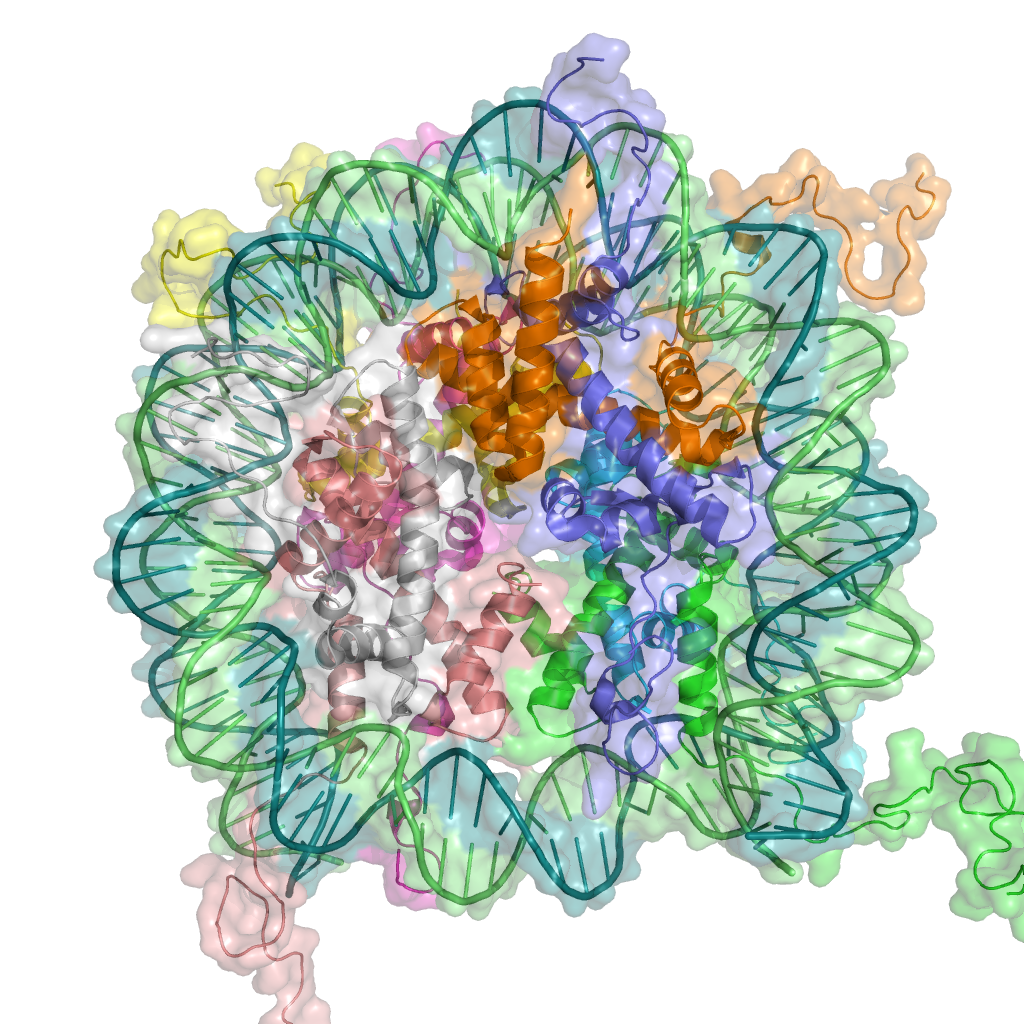
Nukleosom stanowi reprezentatywny przykład obiektu badań biologii strukturalnej

Biologia strukturalna – dziedzina biologii znajdująca się na pograniczu biologii molekularnej, biochemii oraz biofizyki, zajmująca się badaniem przestrzennej struktury dużych biocząsteczek, takich jak białka i kwasy nukleinowe. Badania te mają podstawowe znaczenie dla wyjaśnienia mechanizmu większości procesów zachodzących w komórce takich jak oddychanie komórkowe czy obróbka informacji genetycznej, ponieważ zaangażowane są w nie cząsteczki białek, których funkcja jest ściśle powiązana z ich budową.

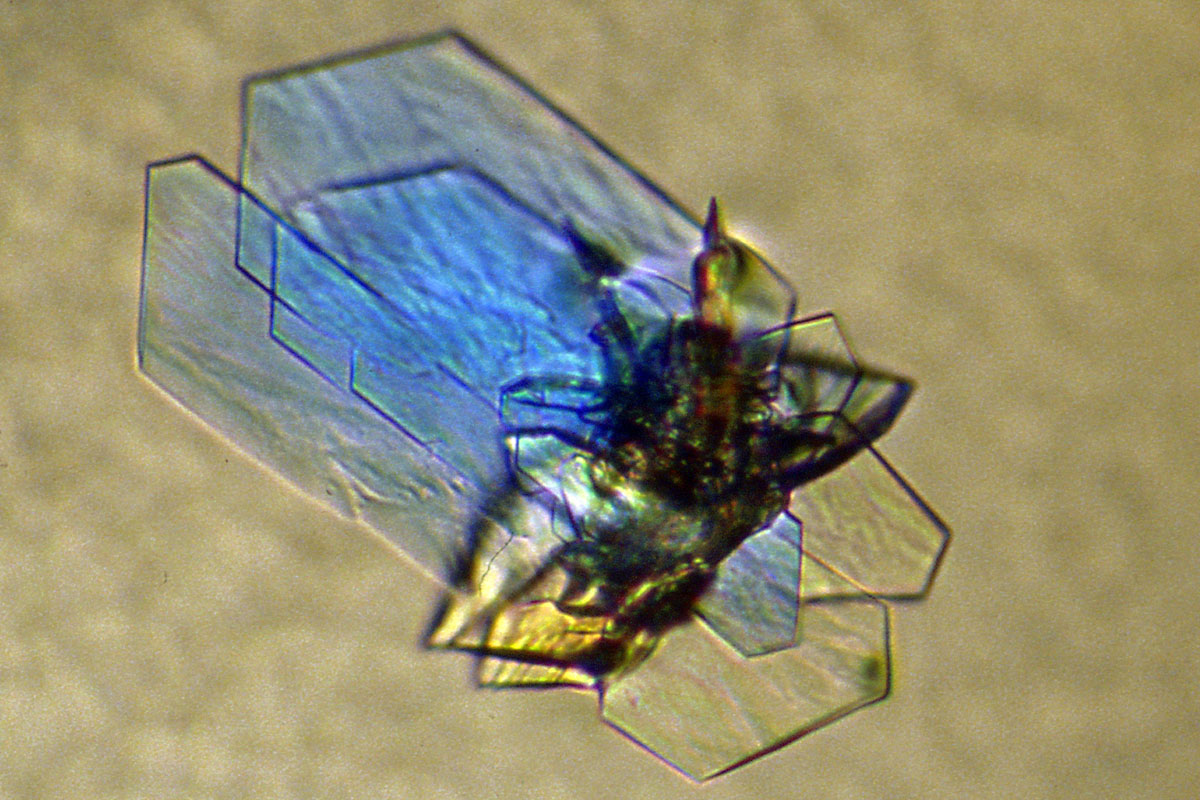
Kryształ białka (enzymu DNazy) otrzymany na potrzeby rozwiązania jego struktury przestrzennej

Z powodu mikroskopijnego rozmiaru nawet największe układy biocząsteczek (takie jak proteasomy oraz rybosomy) są niedostrzegalne w mikroskopie optycznego.
Zazwyczaj do rozwiązywania struktury białek i kwasów nukleinowych wykorzystuje się metody biofizyczne, takie jak krystalografia rentgenowska oraz spektroskopia NMR, pozwalające na uzyskanie dokładnych współrzędnych przestrzennych atomów budujących daną cząsteczkę. Wykorzystanie metod, takich jak superszybka spektroskopia laserowa, mikroskopia elektronowa, mikroskopia sił atomowych, spektroskopia w podczerwieni z wykorzystaniem transformacji Fouriera, dichroizm kołowy oraz spektrometria mas pozwala na zdobycie uzupełniających informacji na temat budowy dużych cząsteczek. Często stosowane są one do badania związków, które nie tworzą kryształów lub są zbyt złożone by badać je za pomocą NMR. Ponadto za ich pomocą możliwe jest nie tylko badanie statycznych konformacji natywnych, ale także dynamiki biomolekuł, a zwłaszcza procesu zwijania białek.
Obecnie poza metodami eksperymentalnymi duże znaczenie ma teoretyczna biologia strukturalna. Wykorzystuje ona różnorodne metody bioinformatyczne oraz modelowanie molekularne do przewidywania struktury oraz badania mechanizmów zwijania się biocząsteczek. Stosowane są zarówno techniki modelowania homologicznego polegające na tworzeniu modelu cząsteczki w oparciu o znane struktury spokrewnionych białek, jak i metody fizyczne takie jak dynamika molekularna i metoda Monte Carlo.